# Acanthocinus annamensis
Acanthocinus annamensis är en skalbaggsart som beskrevs av Maurice Pic 1925. Acanthocinus annamensis ingår i släktet Acanthocinus och familjen långhorningar. Inga underarter finns listade i Catalogue of Life.